# Michael-Philipp Seißer
Michael-Philipp Seißer (* 14. Februar 1854 in Würzburg; † 1943 ebenda) war Textilunternehmer in Würzburg und Mitgründer der Handelszentrale Deutscher Kaufhäuser (Hadeka). Er trug den Titel Geheimer Kommerzienrat.

## Leben
Seißer war Sohn eines Textilkaufmanns und Mitinhaber eines im 18. Jahrhundert in Würzburg gegründeten Textilhandelshauses. Mit anderen Unternehmern seines Gewerbes gründete er 1887 die „Hadeka“, einen der größten Textil- und Einkaufsverbände in Deutschland. Der Verband mit Sitz in Frankfurt („Hadeka Haus“) bestand bis Ende der 1990er-Jahre.
Seißer fungierte unter anderem als Geschäftsführer der unterfränkischen Kreisausschüsse des bayerischen Landeshilfsvereins und des Frauenvereins des Roten Kreuzes. Während des Ersten Weltkrieges war er für Frontsendungen, sogenannte „Liebesgabensendungen“, des lokalen Roten Kreuzes mitzuständig und führte diese persönlich den Würzburger Regimentern zu. Er unterstützte auch das Lazarett der Würzburger Rot-Kreuz-Klinik.
Michael-Philipp Seißer galt als Familienoberhaupt. Zusammen mit seinem Bruder Ludwig Seißer und seinem Onkel Andreas von Seißer, der bis 1909 Präsident der Königlich-Bayerischen Staatsbank war, zählte er zu den einflussreichsten Bürgern Würzburgs. 1903 wurde er zum Königlich-Bayerischen Kommerzienrat ernannt, später zum Geheimen Kommerzienrat.
Als nach dem Sturz der Monarchie der revolutionäre Aktionsausschuss am 6. April 1919 auf dem Würzburger Residenzplatz die Räterepublik ausrief, wurde Seißer zusammen mit anderen Bürgern nach Münchener Vorbild in Haft genommen und von den Revolutionsräten in der Würzburger Residenz festgesetzt. An der Niederschlagung der Räteherrschaft nahm sein Cousin Hans von Seißer teil, später Chef der bayerischen Landespolizei.
Michael-Philipp Seißer starb 1943 in Würzburg. Das Textilhaus, welches nach dem Zweiten Weltkrieg wieder am alten Standort am Kürschnerhof neu aufgebaut worden war, wurde von seinem ältesten Sohn Anton Seißer übernommen, der mit der Tochter des Präsidenten des Bayerischen Industriellenverbandes (BIV) verheiratet war.